# Les Trois Cloches (chanson)
Pour les articles homonymes, voir Les Trois Cloches (homonymie).
Les Trois Cloches est une chanson écrite par Jean Villard (dit Gilles) en 1939 et rendue célèbre après la guerre par Édith Piaf.

## Interprètes
La chanson est créée à Radio-Lausanne le 18 novembre 1939 dans le cadre de l’émission La Chanson inédite de Gilles du samedi-soir ; elle est créée par Marie-Louise Rochat, et non par Gilles, qui estimait ne pas avoir la voix qu’il fallait. Puis la chanson dort dans ses tiroirs jusqu’au jour de 1945 où Édith Piaf est de passage en son cabaret du Coup de Soleil à Lausanne, et lui réclame une chanson pour son répertoire ; à tout hasard, Gilles lui chante Les Trois Cloches ; enthousiasmée, Piaf adopte la chanson et, soutenue par Jean Cocteau, reçoit le concours de la nouvelle formation des Compagnons de la chanson.
Les arrangements sont de Marc Herrand, le premier directeur musical de cette formation, qui s'est rendu célèbre dans le domaine de l'harmonie en voulant « peindre avec les voix » jusqu'à leur donner l'apparence d'instruments. La chanson, présentée au public le 11 mai 1946, est enregistrée en juin 1946, aussitôt reprise par les radios de divers pays et vendue à plus d’un million d’exemplaires.
Dans la foulée, une tournée la fait connaître aux États-Unis, où elle devient un standard sous le titre de The Three Bells (en) et avec des paroles anglaises de Bert Reisfeld (en). Elle est notamment enregistrée en 1951 par les Sœurs Andrews avec l'orchestre de Gordon Jenkins. Sur l'autre face du disque, les chanteuses enregistrent un autre succès français, Maître Pierre (paroles anglaises de Mitchell Parish).
La chanson est reprise par Esther & Abi Ofarim, Mireille Mathieu, Les Classels, La Compagnie créole, Jo Lemaire, Tina Arena (album In Deep en 1997, puis single en 2000) et même par la conseillère fédérale Micheline Calmy-Rey, bientôt présidente de la Confédération suisse, dans une émission de la Télévision suisse romande le 19 mai 2006. Elle est traduite en de nombreuses langues, notamment en néerlandais (enregistrée par André van Duin) ou en italien, en portugais, en suédois, en japonais.

## Caractères de la chanson
La chanson décrit le passage du temps, rythmé par les sonneries des cloches d'un village, annonçant les grands événements de la vie : naissance, mariage et mort. Plusieurs chansons de Gilles sont construites sur les étapes du destin global d’un être ou d’un type humain, comme La Ronde des métiers, conçue en 1937 avec Henri-Georges Clouzot, Le Cœur qui bat (1942 et 1970), Une Louise dans chaque port (1959) ou, sur le mode comique, Qu’avez-vous à déclarer ? (1945), interprétée par Les Frères Jacques.
Selon le musicologue Jean-Claude Klein, les neuf Compagnons de la chanson, en 1946, « figurent le chœur antique, la voix de la communauté faisant cercle autour du nouveau-né et qui, demain, s’élargira pour lui faire place puis, un jour, se réunira à nouveau autour de son cercueil. Et toujours, « obsédante, monotone », la rassurante cloche scandée à bouche fermée par les Compagnons, tandis que s’élance au refrain, dans un saisissant contraste, la voix féminine proclamant la nouvelle à la face du monde. Le rythme particulier de croche pointée double donne à ce refrain un caractère de marche, d’hymne qui rassemble et rassérène. Le cadre villageois et montagnard, les références religieuses, la construction ternaire, close, le genre complainte des couplets renvoient à l’immuabilité d’un destin, à la pérennité d’un monde où chacun « vit sa vie » adossé à l’ancestrale tradition. »
Dans le film Vous n'aurez pas l'Alsace et la Lorraine réalisé par Coluche et Marc Monnet en 1977, on peut entendre ce dialogue directement emprunté aux paroles de la chanson « — Gérard Lanvin : Regardez ce petit village au fond de la vallée ! — Coluche : Égaré, presque ignoré… ».

### Le «Village au fond de la vallée»

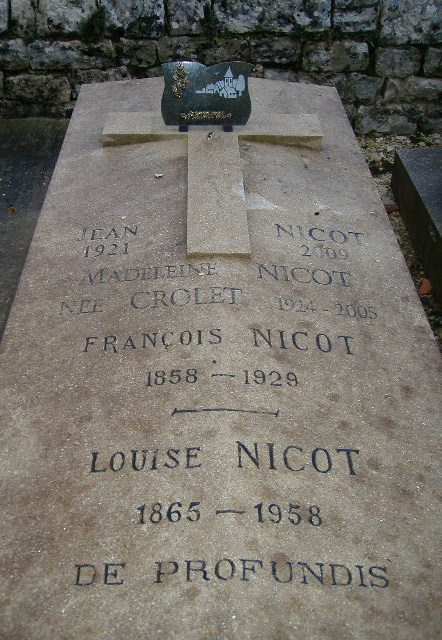
Tombe du couple Nicot à Baume-les-Messieurs.

La légende raconte que le « Village au fond de la vallée » de la chanson ferait référence au village de Baume-les-Messieurs, situé dans une vallée reculée du Jura français, où Gilles se serait arrêté un jour, en route pour Paris. Les personnages de Jean-François Nicot et de sa femme Élise, autour desquels s'articulent les paroles, seraient inspirés du couple François Nicot (1858-1929) et Marie Louise Patriarche (1865-1958) dont l'auteur aurait vu la tombe à proximité de l'église du village (voir Nicot pour les autres homonymes). Cette fable sur l'origine franc-comtoise de la chanson est née le 16 février 1970 dans l'article d'un journal franc-comtois écrit par le journaliste Jean Barthelet, et ce dernier avouera, en novembre 1977 et en mai 1996 dans le magazine Le Pays comtois, qu'il ne s'agissait que d'une histoire imaginée par lui-même.
Après avoir appris l'existence de cette légende, Gilles a déclaré : « Je ne suis jamais allé dans ce coin du Jura, j'ignore Baume et j'ai fait cette chanson par hasard chez moi sur les rives du lac Léman. »